# Vaccinium
Vaccinium és un gènere d'arbusts de la família Ericàcia. Els fruits de moltes espècies d'aquest gènere són comestibles i d'importància comercial i es coneixen genèricament com nabius. En els territoris de parla catalana, el nom «nabiu comú» s'ha de referir a l'espècie silvestre més comuna d'aquest gènere que és Vaccinium myrtillus, molt abundant també al nord d'Europa i del qual es recol·lecten els fruits. Com la majoria de les plantes ericàcies es troben només en sòls àcids.

## Distribució
El gènere consta d'unes 450 espècies, que es troben en principalment en zones fredes de l'Hemisferi nord, però també hi ha espècies tropicals ocupant àrees disjuntes com Madagascar i Hawaii.

## Etimologia
El nom vaccinium es va usar en llatí clàssic per a designar una mena de petit fruit (probablement el nabiu Vaccinium myrtillus), potser per corrupció del llatí bacca, baia.

## Característiques
Les plantes d'aquest gènere necessiten sòls àcids, i com a plantes silvestres viuen en hàbitats com ara brugueres i torberes i altres de terrenys àcids. L'estructura de les plantes varia segons les espècies; algunes repten pel sòl, d'altres són arbusts nans i d'altres grans arbusts de fins a 2 m d'alçada. El fruit es desenvolupa d'un ovari ínfer, i és una falsa baia normalment molt acolorida, sovint vermella o blavosa amb suc porpra.
Les fulles, coriàcies, són alternes, lanceolades, el·líptiques, ovals o arrodonides, enteres o dentades. El fullatge és generalment persistent, poques espècies són caducifòlies.
Les flors s'obren a la primavera i l'estiu, són solitàries, a l'axila de les fulles, o en grups axilars o terminals. Són menudes, cilíndriques, globuloses o campanulades, verdes, blanques, roses o vermelles amb deu estams i un sol pistil.
Els fruits són baies sovint esfèriques, blaves o vermelles. Les espècies Vaccinium angustifolium, Vaccinium corymbosum, Vaccinium macrocarpon, Vaccinium oxycoccos i Vaccinium myrtillus, el nabiu, són conreades pels seus fruits.

## Espècies corrents

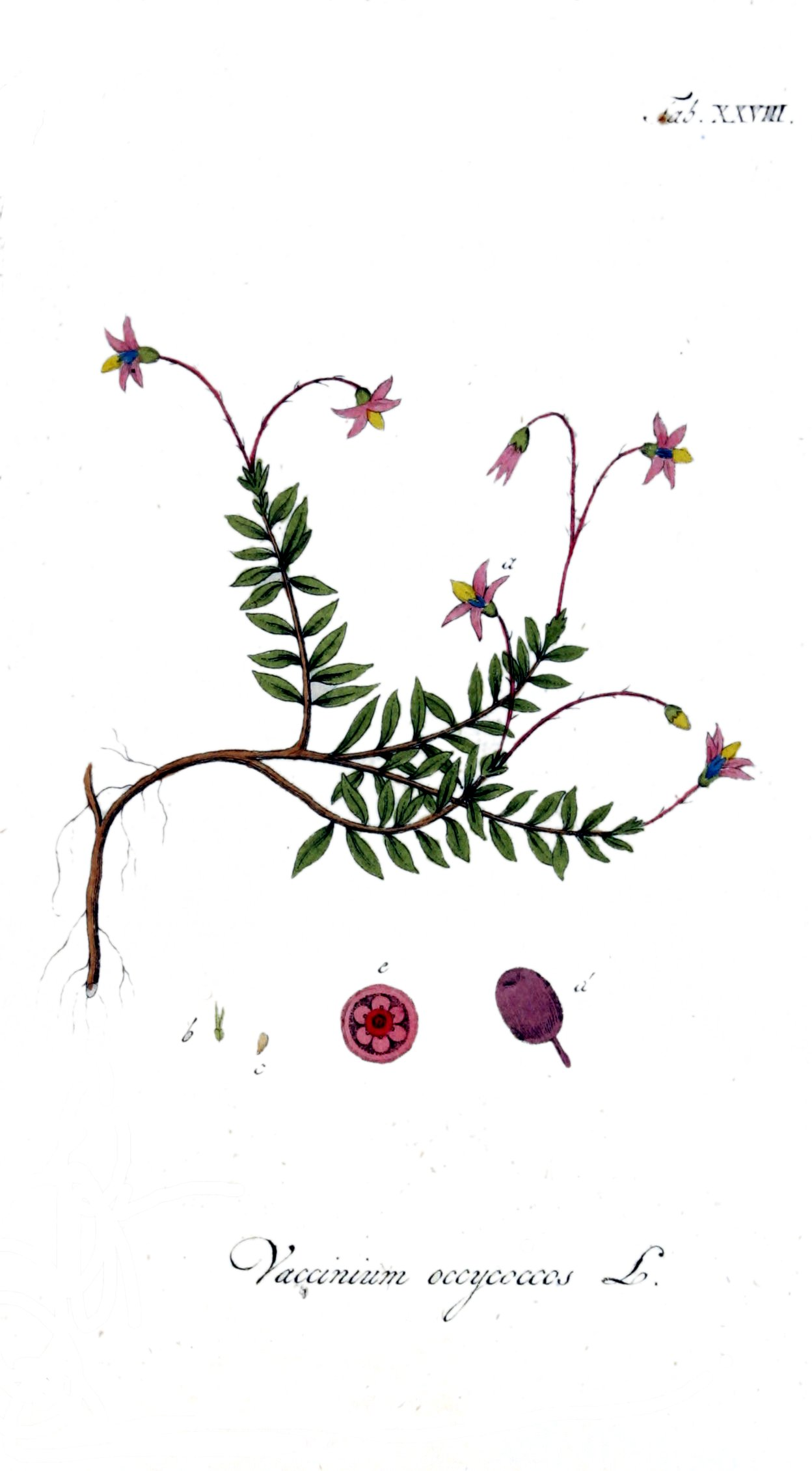
Vaccinium oxycoccos,

El gènere Vaccinium agrupa més de 400 espècies, les més esteses són:
- Vaccinium macrocarpon, el nabiu de grua, sovint esmentat pel seu nom en anglès, cranberry, endèmic d'Amèrica del Nord, és tradicional utilitzar la salsa d'aquest fruit el Dia d'Acció de Gràcies als Estats Units i al Canadà.
- Vaccinium oxycoccos anomenat cranberry més comú al Nord d'Europa, d'Àsia i d'Amèrica.
- Vaccinium microcarpum anomenat cranberry petit, propi del nord d'Europa.
- Vaccinium corymbosum el nabiu blau més conegut als Estats Units.
- Vaccinium angustifolium un altre nabiu blau propi d'Amèrica del Nord i també utilitzat comercialment.
- Vaccinium myrtilloides Arbust de 30 cm d'alçada, de flors campanulades blanques o rosades. Nabiu blau propi del Canadà.

Als Pirineus es poden trobar tres espècies diferents, molt comunes també arreu de l'hemisferi nord: 
- Vaccinium myrtillus, dit, segons els indrets nabiu comú, avajó, naió, anaió, raïm de pastor o mirtil. És l'espècie més comuna a Catalunya. Molt freqüent també als països nòrdics.
- Vaccinium uliginosum, el nabiu uliginós o nabiu negre és més muntanyenc que l'anterior.
- Vaccinium vitis-idaea. El nabiu vermell és un del més habituals i utilitzats a Europa del Nord per a fer Confitura. Als Pirineus és molt rar.

## Altres espècies principals
| - Vaccinium acrobracteatum - Vaccinium alaskaense T.J. Howell - Vaccinium ambyandrum - Vaccinium amoenum - Vaccinium arboreum Marsh. - Vaccinium arbuscula - Vaccinium arctostaphylos - Vaccinium ashei - Vaccinium ×atlanticum Bickn. (pro sp.) - Vaccinium boreale Hall et Aalders - Vaccinium bracteatum - Vaccinium brittonii - Vaccinium caesariense Mackenzie - Vaccinium caespitosum Michx. - Vaccinium calycinum Sm. - Vaccinium ×carolinianum Ashe (pro sp.) - Vaccinium cespitosum - Vaccinium chunii - Vaccinium ciliatum - Vaccinium consanguineum - Vaccinium constablaei - Vaccinium coriaceum - Vaccinium cornigerum - Vaccinium corymbodendron - Vaccinium crassifolium Andr. - Vaccinium crenatum - Vaccinium cylindraceum - Vaccinium darrowii Camp - Vaccinium delavayi - Vaccinium deliciosum Piper - Vaccinium dendrocharis - Vaccinium dentatum Sm. - Vaccinium dependens - Vaccinium ×dobbinii Burnham (pro sp.) - Vaccinium duclouxii - Vaccinium elliottii Chapman - Vaccinium emarginatum - Vaccinium erythrocarpum Michx. - Vaccinium floribundum - Vaccinium formosum Andr. - Vaccinium fuscatum Aiton - Vaccinium geminiflorum Kunth - Vaccinium glaucoalbum - Vaccinium griffithianum - Vaccinium hirsutum Buckl. | - Vaccinium hirtum - Vaccinium hybrid - Vaccinium intermedium - Vaccinium japonicum - Vaccinium koreanum - Vaccinium laurifolium - Vaccinium leucanthum - Vaccinium maderensis - Vaccinium melanocarpum - Vaccinium ×margarettiae Ashe (pro sp.) - Vaccinium ×marianum S. Wats. (pro sp.) - Vaccinium membranaceum Dougl. ex Torr. - Vaccinium modestum - Vaccinium mortinia - Vaccinium moupinense - Vaccinium myrsinites Lam. - Vaccinium neglectum - Vaccinium neilgherrense - Vaccinium ×nubigenum Fern. (pro sp.) - Vaccinium nummularia - Vaccinium obtusum - Vaccinium occidentalis - Vaccinium oldhamii - Vaccinium ovalifolium Sm. - Vaccinium ovatum Pursh - Vaccinium padifolium - Vaccinium pallidum Aiton - Vaccinium praestans - Vaccinium parvifolium Sm. - Vaccinium phillyreoides - Vaccinium poasanum - Vaccinium praestans - Vaccinium reticulatum Sm. - Vaccinium retusum - Vaccinium roribundum - Vaccinium salicinum - Vaccinium scoparium Leib. ex Coville - Vaccinium serratum - Vaccinium simulatum Small - Vaccinium smallii - Vaccinium sprengelii - Vaccinium stamineum L. - Vaccinium tallapausae - Vaccinium tenellum Aiton - Vaccinium vaccillans | - Vaccinium varingifolium - Vaccinium virgatum Aiton |  |

## Producció

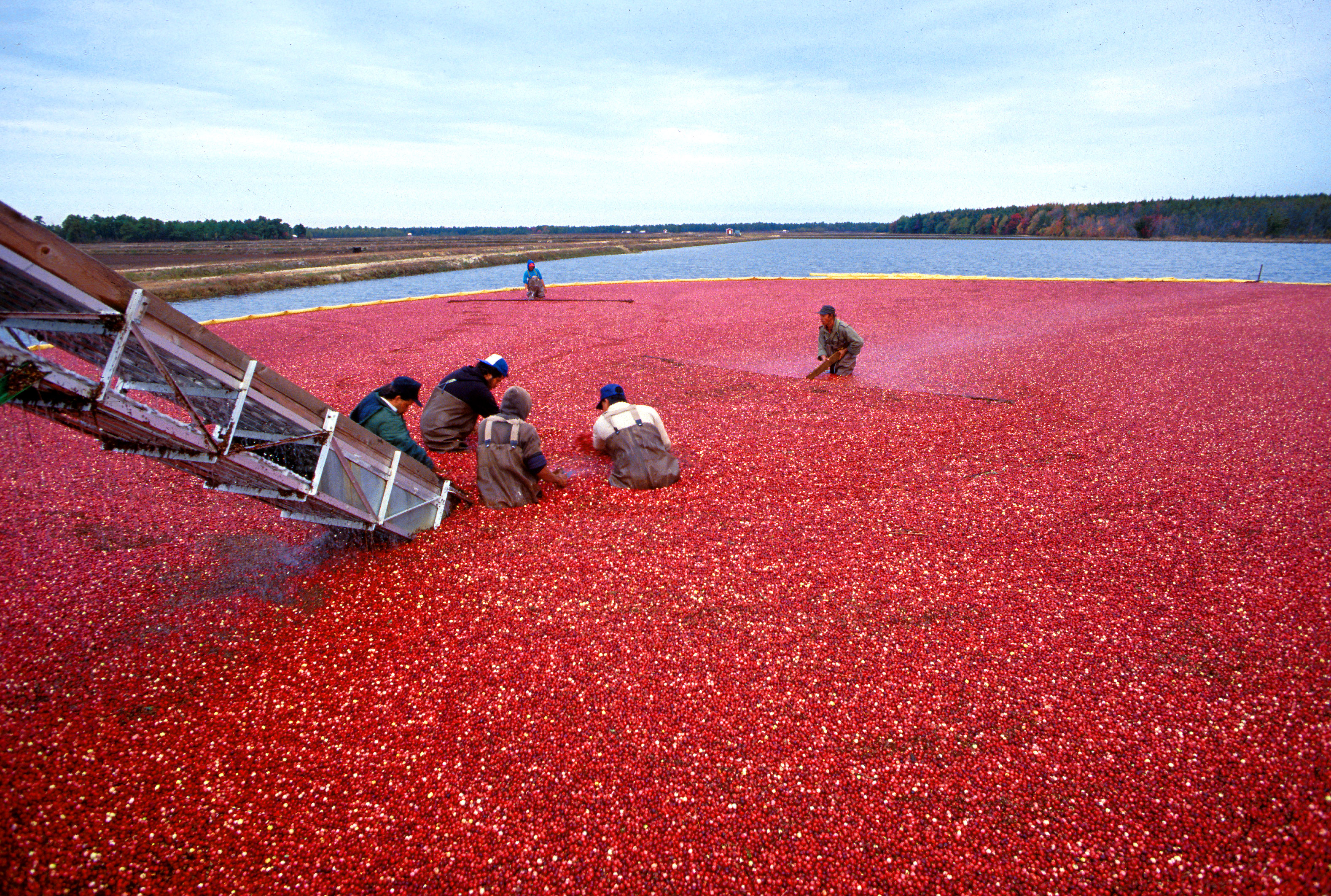
Collita a New Jersey, Estats Units

| Producció en tones. Xifres de 2003-2004 Dades de FAOSTAT (FAO) |         |      |         |      |
| Estats Units                                                   | 280 503 | 80%  | 270 000 | 78%  |
| Canadà                                                         | 52 651  | 15%  | 53 400  | 16%  |
| Belarús                                                        | 8 000   | 2%   | 10 000  | 3%   |
| Letònia                                                        | 8 000   | 2%   | 8 000   | 2%   |
| Azerbaidjan                                                    | 2 000   | 1%   | 1 500   | 0%   |
| Ucraïna                                                        | 1 000   | 0%   | 1 000   | 0%   |
| Tunísia                                                        | 50      | 0%   | 50      | 0%   |
| Turquia                                                        | 50      | 0%   | 50      | 0%   |
| Total                                                          | 352 254 | 100% | 344 000 | 100% |